# Hemiargus antibubastus
Hemiargus antibubastus är en fjärilsart som beskrevs av Jacob Hübner 1818. Hemiargus antibubastus ingår i släktet Hemiargus och familjen juvelvingar. Inga underarter finns listade i Catalogue of Life.